# Körperschaftswald

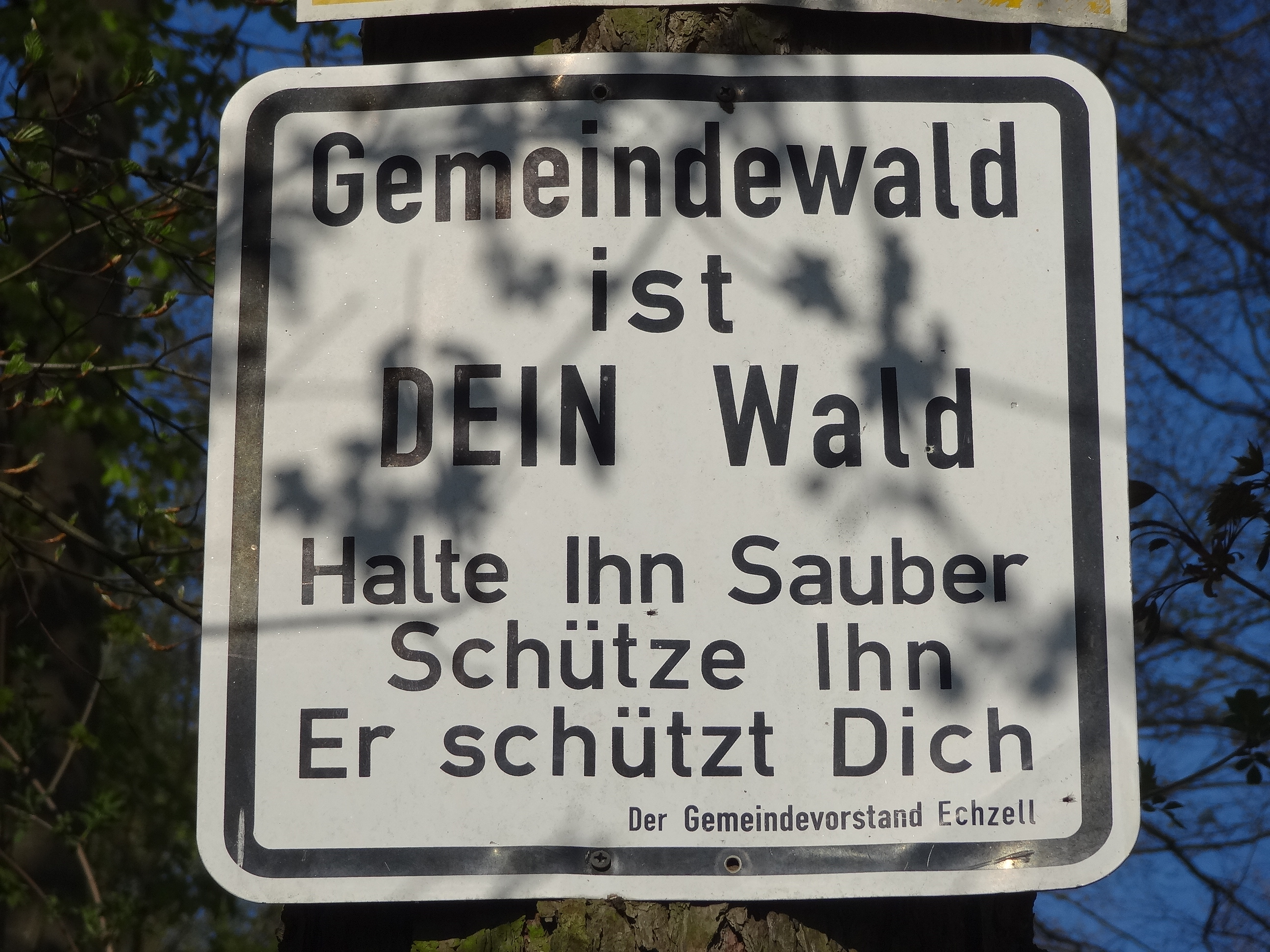
Hinweis zur Pflege eines Gemeindewaldes (Echzell, Hessen)

Bei einem Körperschaftswald handelt es sich um Wald im Eigentum von Körperschaften des öffentlichen Rechts wie Gemeinden und Städten (dann auch als Kommunalwald, Stadtwald, Gemeindewald oder auch als Interessentenforst bezeichnet), öffentlich-rechtlichen Stiftungen und Zweckverbänden oder auch Universitäten (dann oft Universitätsforst genannt).

## Deutschland
Der Wald in Deutschland umfasst 11,5 Millionen Hektar. Davon sind rund 2,3 Millionen Hektar oder 20 Prozent Körperschaftswald.
Weitere Waldeigentumsformen in Deutschland sind der Staatswald (29 Prozent der deutschen Waldfläche sind Staatswald der Länder, 3 Prozent Staatswald des Bundes) und der Privatwald (48 Prozent).
Körperschaftswald ist in Deutschland nach § 3 Absatz 2 des Bundeswaldgesetzes (BWaldG) wie folgt definiert: Wald im Alleineigentum der Gemeinden, Gemeindeverbände, Zweckverbände sowie sonstiger Körperschaften des öffentlichen Rechts. Ausgenommen ist der Wald von Religionsgemeinschaften und deren Einrichtungen, sowie von Realverbänden, Hauberggenossenschaften, Markgenossenschaften, Gehöferschaften und ähnlichen Gemeinschaften (Gemeinschaftsforsten), soweit er nicht nach landesrechtlichen Vorschriften als Körperschaftswald angesehen wird.
Folglich ist nach dem Bundesrahmenrecht der Wald im Eigentum von Kirchen Privatwald, obwohl diese zum großen Teil Körperschaften des öffentlichen Rechts sind.
Die Besonderheiten des Körperschaftswaldes werden in den Landeswaldgesetzen geregelt. So ist z. B. in Sachsen-Anhalt festgelegt, dass Körperschaftswald dem Allgemeinwohl in besonderem Maße dient, in den Wirtschaftszielen die Erhaltung und nachhaltige Bewirtschaftung des Waldes als Gesamtressource zu gewährleisten sind und die Nutz-, Schutz- und Erholungsfunktion eine Einheit bilden und Körperschaftswald nach ökologischen und wirtschaftlichen Erfordernissen zu bewirtschaften ist. In Sachsen finden die Regelungen für den Körperschaftswald auch für den Kirchenwald Anwendung.
Die Anzahl der Körperschaftswälder in Deutschland wird auf 60.000 geschätzt, bei einer durchschnittlichen Betriebsgröße von 38 Hektar. Die Klosterkammer Hannover besitzt mit 24.400 Hektar den größten deutschen Körperschaftswald. Die größte kommunale Waldbesitzerin ist die Stadt Brilon mit 7.750 Hektar Wald.

## Liechtenstein
In Liechtenstein sind mit 6.865 Hektar rund 43 Prozent der Landesfläche mit Wald bedeckt. Davon befinden sich rund 92 Prozent im Eigentum der öffentlichen Hand: 43 Prozent im Eigentum von Gemeinden, 30 Prozent im Eigentum von Bürgergenossenschaften und 19 Prozent im Eigentum von Alpgenossenschaften.

## Österreich
In Österreich gibt es 78.789 Hektar Gemeindewälder (Vermögenswald) (Stand 2013). Die kommunalen Wälder umfassen nach den Katasterauswertungen nur 2,2 Prozent der österreichischen Gesamtwaldfläche.

## Polen
Die Wälder Polens umfassen 9.163.800 Hektar und bedecken damit 29,3 Prozent der Landesfläche. Nur 0,9 Prozent der polnischen Waldfläche sind Körperschaftswälder.

## Schweiz
In der Schweiz wird nicht strikt zwischen Körperschaftswald und Staatswald unterschieden, sondern allgemein von Wald der öffentlichen Hand gesprochen. Die rund 3.300 öffentlich-rechtlichen Waldbesitzer bewirtschaften mit 884.302 Hektar Wald 70 Prozent der gesamten Waldfläche der Schweiz. 351.039 Hektar Wald entfallen auf die politischen Gemeinden, 278.312 Hektar auf die Bürgergemeinden, 101.975 Hektar auf Kooperationen und Genossenschaften, 50.713 Hektar auf die Kantone, 8.759 Hektar auf den Bund und 93.495 Hektar auf übrige, gemischte, öffentliche Waldflächen.